# Монгайм (Баварія)
Монгайм (нім. Monheim) — місто в Німеччині, знаходиться в землі Баварія. Підпорядковується адміністративному округу Швабія. Входить до складу району Донау-Ріс. Центр об'єднання громад Монгайм.
Площа — 69,35 км2. Населення становить 5200 ос. (станом на 31 грудня 2020).